# Miribel-Lanchâtre
Miribel-Lanchâtre település Franciaországban, Isère megyében. Lakosainak száma 450 fő (2022. január 1.). Miribel-Lanchâtre Saint-Paul-lès-Monestier, Sinard, Château-Bernard, Saint-Martin-de-la-Cluze, Le Gua és Saint-Guillaume községekkel határos.

## Népesség
A település népességének változása:
| Lakosok száma | 72   | 193  | 217  | 323  | 389  | 415  | 433  | 456  | 454  | 450  |
|               | 1968 | 1982 | 1990 | 2006 | 2013 | 2015 | 2017 | 2019 | 2020 | 2022 |